# 長崎県立長崎中学校 (旧制)
| 長崎県立長崎中学校(旧制) 略称：長中 | 長崎県立長崎中学校(旧制) 略称：長中                                    |
| ----------------------------------- | ---------------------------------------------------------------------- |
| 創立                                | 1884年（明治17年）                                                     |
| 所在地                              | 長崎県長崎市                                                           |
| 初代校長                            | 仙田樂三郎                                                             |
| 廃止                                | 1948年                                                                 |
| 後身校                              | 長崎県立長崎高等学校 → 長崎県立長崎東高等学校 → 長崎県立長崎西高等学校 |
| 同窓会                              | 長崎中学校同窓会(2010年解散）                                          |

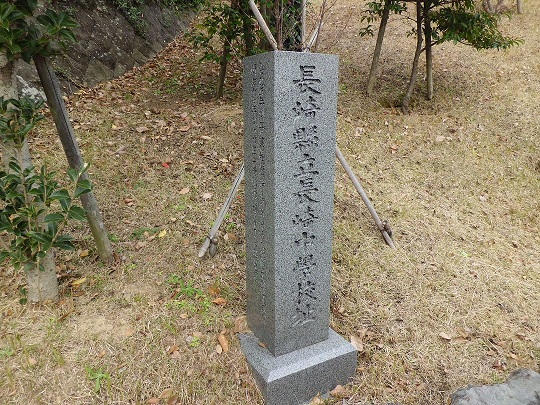
旧制長崎県立長崎中学校跡
（長崎歴史文化博物館裏手）

長崎県立長崎中学校（ながさきけんりつ ながさきちゅうがっこう）は、1884年（明治17年）、長崎県により長崎市に設立された旧制中学校。
幕末維新期の洋学校・明治初期の外国語学校の系譜を引く。
現在の長崎県立長崎東高等学校と長崎県立長崎西高等学校の源流となった。略称は「長中」（ちょうちゅう）

## 概要

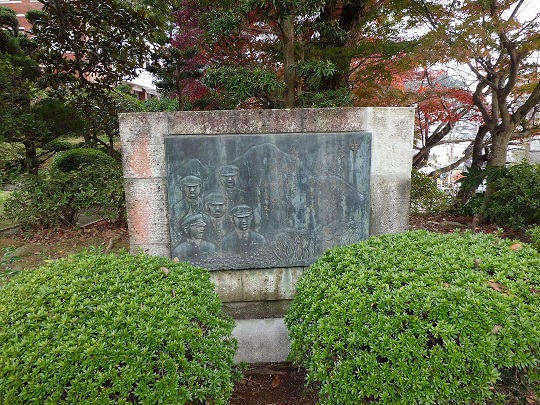
校歌碑
（長崎県立鳴滝高等学校敷地内）

校訓
「質実剛健」
- 聖旨を奉体し、皇国の尊厳を自覚して忠孝の道念堅固なるべし。
- 身体の健全と知徳の並進とを期し、自彊息まざるべし。
- 質実剛健の気風を養い、躬行実践に努むべし。
- 廉恥を重んじ、規律協同を養うべし。
- 敬神崇祖以て敬虔報恩の情操を養うべし。

校章・校旗
「中」の文字を使用し、縦線（｜）の上部左に2本の横線をつけて「くちばし」、下部右に2本線をつけて「脚」、口の部分に丸みをつけ半円のようにして左右に広げた羽、全体として長崎を象徴する鶴がはばたく姿を表した。校旗は星（☆）を背景に、前述の校章を配している。
校歌
吉丸一昌作詞、岡野貞一作曲。2番まであり、どちらも「奮え奮え友よ大丈夫（ますらお）」で終わる。

## 沿革
旧制中学校時代
- 1884年（明治17年）
  - 4月1日 - 前年に長崎県から佐賀が分県したため、長崎外国語学校から「長崎県中学校」を分割。校舎は立山屋敷の一部（現長崎歴史文化博物館）を使用[2]。また、文部省令により、大村・諫早・島原・福江（五島）・平戸・壱岐・厳原（対馬）の中学校7校を廃止し、その在籍生徒を編入。
  - 6月4日 - 「長崎県立長崎中学校」と改称。

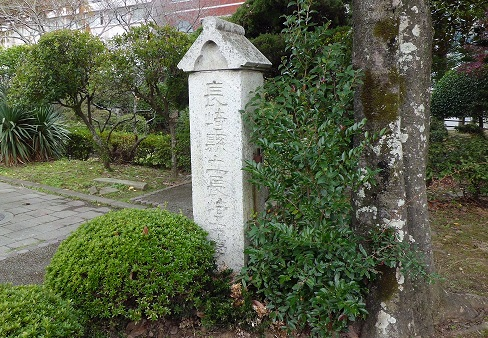
長崎県立長崎中学校 門柱
（長崎県立鳴滝高等学校敷地内）

- 1886年（明治19年）7月11日 - 中学校令に基づき、「長崎県尋常中学校」と改称。
- 1887年（明治20年）2月14日 - 文部大臣森有礼が来校。
- 1889年（明治32年）4月1日 - 中学校令の改正に伴い、「長崎県長崎中学校」と改称（「尋常」を除く）。
- 1901年（明治34年）9月1日 - 「長崎県立長崎中学校」と改称（県の後に「立」を加える）。
- 1908年（明治41年）4月1日 - 福富町（現 幸町）の関西九州府県連合水産共進会場跡に移転し、その建物を仮校舎として使用[3]。
- 1913年（大正2年）7月18日 - 中川郷鳴滝（現長崎県立鳴滝高等学校）に校舎を新築・移転。設計は山田七五郎。
- 1917年（大正6年）夏 - 第3回全国中等学校優勝野球大会（夏の甲子園）に出場。
- 1918年（大正7年）8月4日 - 全国中学競泳大会で優勝。
- 1923年（大正12年）4月1日 - 長崎県立瓊浦中学校が開校し、前年入学生の半数が瓊浦中学校へ移籍。
- 1943年（昭和18年）4月1日 - 中等学校令の施行により、この時の入学生から修業年限が5年から4年に短縮される。
- 1945年（昭和20年）
  - 3月 - 教育ニ関スル戦時非常措置方策に基づく修業年限4年施行の前倒しにより、4年生と5年生の合同卒業式が行われる。
  - 4月1日 - 学校での授業が停止される（ただし勤労動員は継続される）。
  - 8月9日 - アメリカ軍によって長崎市に原爆が投下。長崎中学校34名死亡。
  - 9月 - 授業を再開。
- 1946年（昭和21年）4月1日 - 修業年限が5年に戻る。
- 1947年（昭和22年）4月1日 - 学制改革（六・三制の実施）が行われる。
  - 旧制中学校の募集を停止（新入生（1年生）不在）。
  - 新制中学校を併設し（名称・長崎県立長崎中学校併設鳴滝中学校、以下・併設中学校）、旧制中学校1・2年修了者を収容。
  - 併設中学校は移行措置として、あくまで暫定的に設置されたため、新たに生徒募集は行われず（1年生不在）、在校生が2・3年生のみの中学校であった。
  - 旧制中学校3・4年修了者は、そのまま旧制中学校の生徒として4・5年生になる（4年修了時点で卒業することもできた）。

新制高等学校発足・閉校後の鳴滝校地・同窓会活動
- 1948年（昭和23年）
  - 4月1日 - 学制改革（六・三・三制の実施）により、旧制中学校が廃止され、新制高等学校「長崎県立長崎高等学校」（男子校）が発足。
    - 旧制中学校卒業生（5年修了者）を新制高校3年生、旧制中学校4年修了者を新制高校2年生、併設中学校卒業生（3年修了者）を新制高校1年生として収容。
    - 併設中学校は新制高等学校に継承され（名称・長崎県立長崎高等学校併設鳴滝中学校）、在校生が1946年（昭和21年）に旧制中学校へ最後に入学した3年生のみとなる。
    - 通信教育部を設置[4]。

  - 11月 - GHQ派遣のニブロ教育官勧告を受け、県立長崎女子高、県立瓊浦高、市立女子高と統合・分割の上、「長崎県立長崎東高等学校」と「長崎県立長崎西高等学校」が開校。
    - 鳴滝校舎（旧・長崎県立長崎中学校校舎）は長崎県立長崎西高等学校となる。
    - 西山校舎（旧・長崎県立長崎高等女学校校舎）は長崎県立長崎東高等学校となる。
    - 併設中学校も統合され、「長崎県立長崎東・西高等学校併設中学校」として、長崎市立高等女学校のあった桜馬場校舎（現長崎市立桜馬場中学校）に統合される。
- 1949年（昭和24年）
  - 3月31日 - 長崎東・西高等学校併設中学校が廃止される。
  - 9月 - 長崎県立女子専門学校が西山校舎から鳴滝校舎に移転。当分の間、長崎西高等学校と同居の形をとる。
- 1950年（昭和25年）
  - 4月1日 - 学制改革により、長崎県立女子専門学校が長崎県立女子短期大学に改組される。
  - 7月25日 - 長崎市竹の久保町（旧・瓊浦中学校跡）に木造校舎が新築され、長崎県立長崎西高等学校が移転。鳴滝校舎はすべて長崎県立女子短期大学に移管される。

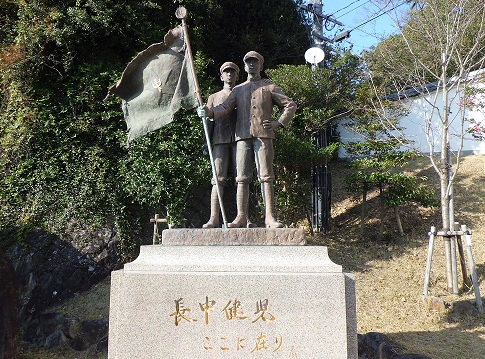
「長中健児ここに在り」の像
（長崎歴史文化博物館の裏手）

- 1984年（昭和59年）11月11日 - 創立100周年記念式典を挙行。
  - 長崎県立美術博物館（現 長崎歴史文化博物館）に「長中健児ここに在り」の像が建立。彫刻は卒業生富永直樹、碑文は同じく卒業生の山本健吉によるもの。
- 1999年（平成11年）
  - 5月1日 - 長崎県立美術博物館（現 長崎歴史文化博物館）前に長崎県立長崎中學校跡の碑を設置。
  - 3月31日 - 閉学を1年後に控え、長崎県立女子短期大学が鳴滝から長与町に完成した県立長崎シーボルト大学キャンパスに移転。
- 2000年（平成12年）4月1日 - 跡地に長崎県立鳴滝高等学校が開校。
- 2010年（平成22年）3月31日 - 同窓会会員の減少・高齢化により、創立125周年目で同窓会を解散。
- 2012年（平成24年）1月25日 - 創立125周年記念および同窓会解散記念植樹を長崎県立長崎西高等学校で実施[5]。

## 校地の変遷
1. 立山屋敷（現・長崎歴史文化博物館敷地）- 1884年（明治17年）から1908年（明治41年）までの24年間
2. 福富町（現・幸町）の関西九州府県連合水産共進会場跡（仮校舎）- 1908年（明治41年）から1913年（大正2年）までの5年間
3. 中川郷鳴滝（現・長崎県立鳴滝高等学校敷地）- 1913年（大正2年）から1948年（昭和23年）までの35年間

## 歴代校長
- 初代 - 仙田樂三郎 （1884年（明治17年）6月1日～）
- 第2代 - 室原重福 （1887年（明治20年）10月19日～）
- 第3代 - 百尾喬利 （1894年（明治27年）1月1日～）
- 第4代 - 桐山篤三郎 （1899年（明治32年）9月30日～）
- 第5代 - 信原健三 （1902年（明治35年）3月31日～）
- 第6代 - 古山栄三郎 （1908年（明治41年）5月14日～）
- 第7代 - 西山謙三 （1911年（明治44年）9月6日～）
- 第8代 - 中村安太郎[6]（1914年（大正3年）1月16日～）
- 第9代 - 中山文雄 （1919年（大正8年）11月1日～）
- 第10代 - 廣田直三郎 （1923年（大正11年）4月8日～）
- 第11代 - 内田亨 （1928年（昭和3年）8月24日～）
- 第12代 - 春日重泰 （1933年（昭和8年）12月4日～）
- 第13代 - 志賀平 （1944年（昭和19年）6月6日～）
- 第14代 - 松本順之（1946年（昭和21年）3月31日～）
- 第15代（最終）- 小谷巨三郎（1946年（昭和21年）9月26日～）

## 学友会（部活動）
運動部
- 野球部 - 1917年（大正6年）に行われた第3回全国中等学校優勝野球大会（現全国高等学校野球選手権大会）に長崎県勢として初出場。
- 庭球部
- 排球部
- 籠球部
- 剣道部
- 柔道部
- 射撃部
- 陸上競技部　等

文化部
- 弁論部　等

## 著名な出身者・卒業生
政治
- 山川端夫 - 貴族院議員、外務省条約局長
- 伊吹元五郎 - 衆議院議員
- 冨永鴻 - 長崎県知事
- 大森佳一 - 貴族院議員、内務政務次官
- 本田英作 - 衆議院議員、外務政務次官、長崎地裁判事
- 山下謙一 - 徳島県知事、佐賀県知事
- 藤野繁雄 - 参議院議員、自治政務次官、参議院農林水産委員長
- 馬場元治 - 衆議院議員、建設大臣
- 倉成正 - 衆議院議員、外務大臣
- 則元卯太郎 - 衆議院議員、弁護士
- 中村不二男 - 衆議院議員

経済
- 壇野礼助 - 日魯漁業社長、衆議院議員
- 中村藤一 - 日本製粉社長
- 大神一 - 山一證券会長・社長
- 野田岩次郎 - ホテルオークラ開業者・名誉会長、日本ホテル協会会長
- 田中外次 - 住友金属鉱山会長・社長
- 相川賢太郎 - 三菱重工会長・社長、日本機械連合会長

学者・教育
- 武部欽一 - 朝鮮総督府学務局長
- 伊藤久秋 - 経済学者、青山学院大学教授
- 武基雄 - 建築家、早稲田大学名誉教授
- 木村陽二郎 - 生物学者、東京大学名誉教授
- 土山秀夫 - 長崎大学長・医学部長、世界平和アピール七人委員会
- 徳永恂 - 哲学者、大阪大学名誉教授
- 松田英二 - 植物学者
- 矢川徳光 - 教育学者、ソヴィエト教育学研究会会長
- 中根正親 - 中根式速記法創案者
- 橋本増吉 - 東洋史学者

医学
- 秋月辰一郎 - 聖フランシスコ病院長
- 今村春吉 - 長崎市医師会長

文化
- 今村春吉 - 画家、医師
- 島耕二 - 大映映画監督、俳優
- 下村宏 - 俳人、医師
- 田中千禾夫 - 劇作家
- 山本健吉 - 文芸評論家、文化勲章
- 富永直樹 - 彫刻家、芸術院会員、日展審査委員長、文化勲章
- 越中哲也 - 郷土史家、長崎学の第一人者
- 山田かん - 詩人

軍人
- 橘周太 - 陸軍中佐、軍神
- 柳川平助 - 陸軍中将、司法大臣
- 副島大助 - 海軍中将
- 鴛淵孝 - 海軍少佐、エースパイロット
- 沖禎介 - 軍事探偵

その他
- 橋本和芙 - 発明家、留守番電話開発者
- 廣瀬方人 - 長崎の証言の会会長